# Mervia kuznetzovi
Mervia kuznetzovi là một loài bướm đêm trong họ Noctuidae.